# 查戈斯大淺灘
查戈斯大淺灘（英語：CGreat Chagos Bank），是印度洋的環礁，位於查戈斯群島，馬爾代夫以南約500公里，由英屬印度洋領地負責管轄，由7座島嶼組成，長150公里、寬100公里，面積4.5平方公里，潟湖面積12,642平方公里，是全球最大的環礁，島上無人居住。

## 外部連結
- Oceandots - Great Chagos Bank （页面存档备份，存于）
- Geochronology of Basement Rocks from the Mascarene Plateau, the Chagos Bank and the Maldives Ridge （页面存档备份，存于）